# 海津スマートインターチェンジ
海津スマートインターチェンジ（かいづスマートインターチェンジ）は、岐阜県海津市に建設中の東海環状自動車道のスマートインターチェンジである。海津パーキングエリアが併設される予定。名称は仮称である。

## 道路
- C3 東海環状自動車道

## 歴史
- 2014年（平成26年）8月8日 : 国土交通省よりスマートICの連結許可[1]。
- 未定 : 養老IC - いなべIC間 開通に伴い、供用開始予定[2]。

## 隣
C3 東海環状自動車道
(17) 養老IC - 海津PA/SIC（事業中） - 北勢PA（事業中） - (18) いなべIC